# قشلاق پادارحاج صفرعلی
قشلاق پادارحاج صفرعلی یک روستا در ایران است که در استان اردبیل واقع شده‌است.